# Ingo Preminger
Ingwald « Ingo » Preminger est un producteur de cinéma américain, né le 25 février 1911 à Czernowitz, Autriche-Hongrie (aujourd'hui Tchernivtsi, en Ukraine) et mort le 7 juin 2006 à Los Angeles. Il est le frère d'Otto Preminger.

## Biographie
Ingo Preminger est né dans une famille juive et a étudié le droit avant de devenir avocat à Vienne. Il émigre aux États-Unis à cause de la montée du nazisme.
En 1970, il est nommé à l'Oscar du meilleur film pour M*A*S*H.
Il a également été agent littéraire, en représentant notamment Dalton Trumbo et Ring Lardner Jr., tous les deux blacklistés pendant le maccarthisme.

## Sources
- Vosbogh, Dick (2006) "Obituaries: Ingo Preminger", The Independent (London), 21 août 2006 (consulté le 6 octobre 2007)